# Copa Amèrica d'hoquei sobre patins femenina 2010
La tercera edició de l'Open Internacional Copa Amèrica, en categoria femenina, es disputà entre el 25 i el 27 de juny de 2010 al Pavelló Castell d'en Planes de la ciutat catalana de Vic, situada a la comarca d'Osona. Comptà amb la participació de les seleccions d'hoquei patins d'Argentina, Brasil, Alemanya, Estats Units, Sud-àfrica, Catalunya, Xile i Uruguai. Fou la primera ocasió en la qual es disputaren la categoria masculina i femenina en una mateixa edició.

## Seleccions participants
- Alemanya
- Argentina
- Brasil
- Catalunya
- Estats Units
- Sud-àfrica
- Uruguai
- Xile

## Fase Regular
Els horaris corresponen a l'hora d'estiu dels Països Catalans (zona horària: UTC+2).

### Llegenda
A les taules següents:
| Pts = Punts totals PJ = Partits jugats PG = Partits guanyats PE = Partits empatats PP = Partits perduts GF = Gols a favor |  | GC = Gols en contra DG = Diferència de gols (GF-GC) Ressaltat en verd = Equip classificat per la segona fase. Ressaltat en vermell = Equip eliminat per la segona fase. (p) = Gol de penalti (fd) = Gol de falta directa |  |  |

### Grup A
| Equip        | Pts | PJ | PG | PE | PP | GF | GC | DG  |
| ------------ | --- | -- | -- | -- | -- | -- | -- | --- |
| Alemanya     | 9   | 3  | 3  | 0  | 0  | 26 | 9  | +17 |
| Xile         | 6   | 3  | 2  | 0  | 1  | 27 | 9  | +18 |
| Estats Units | 3   | 3  | 1  | 0  | 2  | 15 | 19 | -4  |
| Uruguai      | 0   | 3  | 0  | 0  | 3  | 3  | 34 | -31 |

## Resultats

### Primera jornada
| 22 de juny de 2010 | Alemanya | 11-2 | Uruguai | Vic                         |  |
| 9:30 CET           |          |      |         | Pavelló Castell d'en Planes |  |

| 22 de juny de 2010 | Argentina | 17-1 | Sud-àfrica | Vic                         |  |
| 12:30 CET          |           |      |            | Pavelló Castell d'en Planes |  |

| 22 de juny de 2010 | Xile | 10-2 | Estats Units | Vic                         |  |
| 17:00 CET          |      |      |              | Pavelló Castell d'en Planes |  |

| 22 de juny de 2010 | Catalunya                             | 3-0     | Brasil | Vic                                                                    |  |
| 20:00 CET          | Torner 2' · Giudicci 4' · Barceló 40' | Informe |        | Pavelló Castell d'en Planes Àrbitres: Luís Reyes i Christian Madariaga |  |

### Segona jornada
| 23 de juny de 2010 | Alemanya | 8-2 | Estats Units | Vic                         |  |
| 9:30 CET           |          |     |              | Pavelló Castell d'en Planes |  |

| 23 de juny de 2010 | Brasil | 9-0 | Sud-àfrica | Vic                         |  |
| 12:30 CET          |        |     |            | Pavelló Castell d'en Planes |  |

| 23 de juny de 2010 | Uruguai | 0-12 | Xile | Vic                         |  |
| 17:00 CET          |         |      |      | Pavelló Castell d'en Planes |  |

| 23 de juny de 2010 | Catalunya | 0-4     | Argentina                             | Vic                                                                |  |
| 20:00 CET          |           | Informe | S. Rodríguez 6', 29', 40' · Silva 28' | Pavelló Castell d'en Planes Àrbitres: Leandro Agra i Frank Jacques |  |

### Tercera jornada
| 25 de juny de 2010 | Uruguai | 1-11 | Estats Units | Vic                         |  |
| 9:30 CET           |         |      |              | Pavelló Castell d'en Planes |  |

| 25 de juny de 2010 | Brasil | 1-7 | Argentina | Vic                         |  |
| 12:30 CET          |        |     |           | Pavelló Castell d'en Planes |  |

| 25 de juny de 2010 | Xile | 5-7 | Alemanya | Vic                         |  |
| 17:00 CET          |      |     |          | Pavelló Castell d'en Planes |  |

| 25 de juny de 2010 | Catalunya | 13-0    | Sud-àfrica | Vic                                                                    |  |
| 20:00 CET          | Casarramona 5', 9' · Diez 10', 12', 13', 37' · Torner 13', 19' · Romero 14', 21' · Monpart 17' · Giudicci 22' · Barceló 34' | Informe |            | Pavelló Castell d'en Planes Àrbitres: Luís Reyes i Christian Madariaga |  |

### Classificació

#### Grup B
| Equip      | Pts | PJ | PG | PE | PP | GF | GC | DG  |
| ---------- | --- | -- | -- | -- | -- | -- | -- | --- |
| Argentina  | 9   | 3  | 3  | 0  | 0  | 28 | 2  | +26 |
| Catalunya  | 6   | 3  | 2  | 0  | 1  | 16 | 4  | +12 |
| Brasil     | 3   | 3  | 1  | 0  | 2  | 10 | 10 | 0   |
| Sud-àfrica | 0   | 3  | 0  | 0  | 3  | 1  | 39 | -38 |

## Fase Final
|  | Semifinals           | Semifinals |                      |   | Final | Final |
|  |                      |            |                      |   |       |       |
|  | 26 de juny 12:30 CET |            |                      |   |       |       |
|  |                      |            |                      |   |       |       |
|  | Alemanya             | 0          |                      |   |       |       |
|  | Alemanya             | 0          | 27 de juny 16:00 CET |   |       |       |
|  | Catalunya            | 5          |                      |   |       |       |
|  | Catalunya            | 5          | Argentina            | 2 |       |       |
|  | 26 de juny 16:00 CET |            | Argentina            | 2 |       |       |
|  |                      | Catalunya  | 1                    |   |       |       |
|  | Argentina            | Catalunya  | 1                    | 4 |       |       |
|  | Argentina            |            |                      | 4 |       |       |
|  | Xile                 | 1          |                      |   |       |       |
|  | Xile                 | 1          | Tercer i quart lloc  |   |       |       |
|  |                      |            |                      |   |       |       |
|  | 27 de juny 12:30 CET |            |                      |   |       |       |
|  |                      |            |                      |   |       |       |
|  | Alemanya             | 1          |                      |   |       |       |
|  | Alemanya             | 1          |                      |   |       |       |
|  | Xile                 | 3          |                      |   |       |       |

### Semifinals
| 26 de juny de 2010 | Alemanya | 0-5 | Catalunya | Vic                         |  |
| 12:30 CET          |          |     |           | Pavelló Castell d'en Planes |  |

| 26 de juny de 2010 | Argentina | 4-1 | Xile | Vic                         |  |
| 14:00 CET          |           |     |      | Pavelló Castell d'en Planes |  |

### Setè i vuitè lloc
| 27 de juny de 2010         | Uruguai                         | 3-2     | Sud-àfrica                | Vic                         |  |
| 9:30 CET Setè i vuitè lloc | Trindade 27' · Pucheta 32', 40' | Informe | Vaarkwerk 6' · Jardim 29' | Pavelló Castell d'en Planes |  |

### Cinquè i sisè lloc
| 27 de juny de 2010           | Estats Units          | 2-4     | Brasil                               | Vic                         |  |
| 11:00 CET Cinquè i sisè lloc | Lee 20' · Runnels 40' | Informe | Montenegro 14', 18', 38' · Bueno 28' | Pavelló Castell d'en Planes |  |

### Tercer i quart lloc
| 27 de juny de 2010            | Alemanya  | 1-3     | Xile                            | Vic                         |  |
| 12:30 CET Tercer i quart lloc | Paczia 6' | Informe | F. Urrea 2', 18' · R. Urrea 25' | Pavelló Castell d'en Planes |  |

### Final
| Argentina                    | 2-1     | Catalunya    |
| ---------------------------- | ------- | ------------ |
| Silva 11' · S. Rodríguez 27' | Informe | Giudicci 28' |

| Argentina | Catalunya |

| #             | Pos. | Nom               |  |
| ------------- | ---- | ----------------- |  |
|               | POR  | María José Gioja  |  |
|               |      | Lorena Rodríguez  |  |
|               |      | Daiana Silva      |  |
|               |      | Ana María Gómez   |  |
|               |      | Daiana Gordillo   |  |
|               |      | Salomé Rodríguez  |  |
|               |      | Florencia Cabrera |  |
|               |      | Verónica Diéguez  |  |
|               |      | Pía Sarmiento     |  |
|               | POR  | Alejandra Lucero  |  |
| Entrenador    |      |                   |  |
| Jorge Otiñano |      |                   |  |

| Campió de la Copa Amèrica 2010 |
| ------------------------------ |
| Argentina Segon títol          |

| #                   | Pos. | Nom              |  |
| ------------------- | ---- | ---------------- |  |
|                     | POR  | Laia Vives       |  |
|                     |      | Berta Tarrida    |  |
|                     |      | Anna Casarramona |  |
|                     |      | Anna Romero      |  |
|                     |      | Carla Giudici    |  |
|                     |      | Marta Monpart    |  |
|                     |      | Cristina Barceló |  |
|                     |      | Paula Torner     |  |
|                     |      | Maria Díez       |  |
|                     | POR  | Caterina Ortega  |  |
| Entrenador          |      |                  |  |
| Josep Maria Barberà |      |                  |  |

## Estadístiques
| Nota. Jugadores amb cinc o més gols |

| Classificació final | Classificació final | Classificació final | Classificació final | Classificació final | Classificació final | Classificació final | Classificació final | Classificació final |
| Pos.                | Selecció            | PJ                  | PG                  | PE                  | PP                  | GF                  | GC                  | DF                  |
| ------------------- | ------------------- | ------------------- | ------------------- | ------------------- | ------------------- | ------------------- | ------------------- | ------------------- |
| 1                   | Argentina           | 5                   | 5                   | 0                   | 0                   | 34                  | 4                   | +30                 |
| 2                   | Catalunya           | 5                   | 3                   | 0                   | 2                   | 22                  | 6                   | +16                 |
| 3                   | Xile                | 5                   | 3                   | 0                   | 2                   | 31                  | 14                  | +17                 |
| 4                   | Alemanya            | 5                   | 3                   | 0                   | 2                   | 27                  | 17                  | +10                 |
| 5                   | Brasil              | 4                   | 2                   | 0                   | 2                   | 14                  | 12                  | +2                  |
| 6                   | Estats Units        | 4                   | 1                   | 0                   | 3                   | 17                  | 23                  | -6                  |
| 7                   | Uruguai             | 4                   | 1                   | 0                   | 3                   | 6                   | 36                  | -30                 |
| 8                   | Sud-àfrica          | 4                   | 0                   | 0                   | 4                   | 3                   | 42                  | -39                 |

| Màximes golejadores | Màximes golejadores | Màximes golejadores | Màximes golejadores | Màximes golejadores |
| #                   | Nom                 | G                   | PJ                  | GPP                 |
| ------------------- | ------------------- | ------------------- | ------------------- | ------------------- |
| 1                   | Fernanda Urrea      | 15                  | 5                   | 3.00                |
| 2                   | Pía Sarmiento       | 9                   | 5                   | 1.80                |
| 3                   | Salomé Rodríguez    | 8                   | 5                   | 1.60                |
| 3                   | Maren Wichardt      | 8                   | 5                   | 1.60                |
| 5                   | Lorena Rodríguez    | 7                   | 5                   | 1.40                |
| 6                   | Nicole Paczia       | 6                   | 5                   | 1.20                |
| 7                   | Carla Giudici       | 5                   | 5                   | 1.00                |
| 7                   | Francisca Puertas   | 5                   | 5                   | 1.00                |
| 7                   | Alexa Tapia         | 5                   | 5                   | 1.00                |